# Terreiro Inzo Incossi Mukumbi Dendezeiro
O Terreiro Inzo Incossi Mukumbi Dendezeiro é um terreiro de Candomblé da nação Angola, localizado no Alto da Levada, na cidade de São Félix, na Bahia, fundado em 1960 por Nilta Dias da Conceição. Seus patronos são Cavungo (senhor da terra), Inkisse Hoximucumbe (entidade guerreira) e o Caboclo Sultão das Matas. É Patrimônio Cultural da Bahia desde 2014.

## Patrimônio cultural
| “ | No dia 19 de novembro de 2014, às 17h30, no Salão de Atos Baianas de Acarajé, da Governadoria, localizado no Centro Administrativo da Bahia, o então Governador da Bahia, Jaques Wagner, com a presença de várias autoridades e representantes dos terreiros, assinou os dez decretos de Registro Especial, tornando os terreiros Asepò Erán Opé Olùwa – Viva Deus, Aganjú Didê – Ici Mimó, Loba’Nekun, Loba’Nekun Filha, Humpame Ayono Huntoloji, Ilê Axé Itaylê, Inzo Incossi Mukumbi Dendezeiro, Ogodô Dey, Raiz de Ayrá e Ilê Axé Ogunjá, Patrimônio Imaterial do Estado da Bahia. | ” |
| — IPAC, 2015, p. 21, IPAC (2015). «Terreiros de Candomblé de Cachoeira e São Félix: CADERNOS DO IPAC, 9» (PDF). iPatrimônio. Consultado em 26 de outubro de 2022 | |   |

Em 2014, o Terreiro Inzo Incossi Mukumbi Dendezeiro foi selecionado na 1ª. Edição do Prêmio Patrimônio Cultural dos Povos e Comunidades Tradicionais de Matriz Africana, na categoria 02 - ações de preservação desenvolvidas por associações brasileiras representativas de comunidades tradicionais de matriz africana. Sua ação educacional intitulada "Mona Ua Kasamanu Muxeki" teve como público-alvo os moradores de Cachoeira e como objetivo a valorização da cultura Afro-Bantu, incluindo a língua Kimbundu.
No ano de 2020, o Terreiro Raiz de Ayrá, juntamente com os terreiros Viva Deus, Humpame Ayono Huntóloji, Ilê Axé Itaylê, Ilê Axé Ogunjá, Inzo Nkosi Mukumbi Dendezeiro, Ogodô Dey, Aganju Didê, Loba’Nekun Casa de Oração e Loba’Nekun Filho, foram contemplados com novecentos mil reais, através do edital público Salvaguarda Patrimônio Imaterial, do Instituto do Patrimônio Artístico e Cultural da Bahia (IPAC), para realizar uma ação coletiva de salvaguarda com produção de documentário, portal virtual, plano planialtimétrico, publicação impressa e plano de salvaguarda.
os dez terreiros decidiram se unir para pensar, elaborar e executar o projeto “Patrimônio Sagrado do Recôncavo” ao longo dos três primeiros meses do ano de 2021. Para construir a proposta aprovada, cada zelador/zeladora destinou um representante de cada terreiro, que, de maneira coletiva, objetivaram “caminhar com as próprias pernas”, com autonomia nas decisões dos seus interesses, sendo, portanto, proponentes.

## Dirigentes
Com o falecimento da Mameto Nilta, seu filho Estelito Reis Conceição Costa encontra-se à frente do terreiro. Como é tradição dos terreiros, ficou fechado ao público por um ano ou mais após o falecimento de Mameto Nilta e só foi reaberto após período determinado pelas divindades.<ref> Como é tradição dos terreiros, ficou fechado ao público por um ano ou mais após o falecimento de Mameto Nilta e só foi reaberto após período determinado pelas divindades.

## Festas
Seu calendário de festas ocorre nos meses de janeiro, julho e dezembro. Dentre as festas, está o  Congá para Lembareganga – o pai do branco.

Acontecem as treze noites de Santo Antonio, o samba de chula e, em agosto, a festa de Tempo. As festividades ocorrem até setembro com as homenagens a Vunge, quando é oferecido um caruru às crianças. Nesse período, também são realizadas as obrigações para os filhos de santos do terreiro.
As festas deste terreiro que são mais conhecidas na cidade são: Semana Santa, Nossa Senhora da Boa Morte, Nossa Senhora D’Ajuda, Feira do Porto e São João.

## Links
- Facebook